# Amon-Min
Amon-Kamutef ili Amon-Min je egipatsko božanstvo nastalo spajanjem dvaju bogova plodnosti.

## Nastanak
Amon-Kamutef ili Amon-Min je bio "Bik Svoje Majke". Bio je to razuzdan bog. Nastao je spajanjem dvaju važnih bogova - Amona i Mina. Amon je bog Sunca štovan u starom gradu Tebi, u hramu u Karnaku, te je s Raom stopljen u Amona-Ra. Došlo je i do stapanja s Minom. Min je bio bog muške plodnosti i erekcije. Bio je štovan zajedno s Amonom u Karnaku. Uz Amona, štovali su se Mut i Khonsu. Amonov je kip nošen u Minov hram, gdje je Amon postao Min. S vremenom je nastalo jedno božanstvo plodnosti, Amon-Min, nazvano i bikom, jer je bik simbol plodnosti. Ponekad je Amon prikazivan s erekcijom i raskalašen, a Min je dobio Amonovu krunu.

## Vanjske poveznice
|  | Zajednički poslužitelj ima još gradiva o temi Amon-Kamutef |